# 1814 год в музыке

## Родились
- 6 мая — Генрих Вильгельм Эрнст (нем. Heinrich Wilhelm Ernst), австрийский скрипач и композитор (умер 8 октября 1865).
- 9 мая — Адольф фон Гензельт (нем.  Adolph von Henselt), немецкий композитор и пианист (умер 10 октября 1889).
- 10 мая — Станислас Верру (фр. Stanislas Verroust), французский гобоист и композитор (умер 9 апреляв 1863).
- 2 июля — Тереза Вартель (фр. Thérèse Wartel), французская пианистка, композитор и музыкальный критик (умерла 6 ноября 1865).
- 21 августа — Мари Габриэль Огюстен Савар (фр. Marie Gabriel Augustin Savard), французский композитор и музыкальный педагог (умер в 1881).
- 6 ноября — Адольф Сакс (фр. Adolphe Sax), бельгийский изобретатель музыкальных инструментов (умер 4 февраля 1894).
- 1 декабря — Арнольд Йозеф Блез (фр. Arnold Joseph Blaes), бельгийский кларнетист (умер 11 января 1892).

## Скончались
- 3 февраля — Ян Антонин Кожелух (чеш. Jan Antonín Koželuh), чешский композитор и органист (родился 14 декабря 1738).
- 12 апреля — Чарльз Бёрни (англ. Charles Burney), английский композитор, историк музыки и органист (родился 7 апреля 1726).
- 6 мая — Георг Йозеф Фоглер (нем. Georg Joseph Vogler), немецкий композитор, органист, теоретик музыки и музыкальный педагог (родился 15 июня 1749).
- 1 сентября — Эрик Тулиндберг (фин. Erik Tulindberg), финский композитор (родился 22 февраля 1761).
- 24 декабря — Иоганн Якоб Кригк (нем. Johann Jacob Kriegk), немецкий виолончелист, композитор и музыкальный педагог (родился 23 июня 1750).
- дата неизвестна — Андрей Гаврилович Ожогин, русский оперный певец и актёр (родился в 1746).